# Reading
För andra betydelser, se Reading (olika betydelser).
Reading (engelskt uttal: [ˈrɛdɪŋ]
 ( lyssna)) är en stad i grevskapet Berkshire i södra England. Staden är huvudort för Berkshire och ligger vid floden Themsen, cirka 58 kilometer väster om centrala London. Staden är en egen kommun, Borough of Reading. Tätorten (built-up area), som omfattar ett större område än kommunen, hade 203 808 invånare vid folkräkningen år 2021.
Staden nås med pendeltåg från London. Den viktiga motorvägen M4 passerar också Reading. Staden har under de senaste årtiondena utvecklats till något av Storbritanniens eget Silicon Valley. Reading är även känd för en av Europas största musikfestivaler, Reading Festival, som hålls här varje sommar. University of Reading ligger i staden.
Kända personer från Reading är bland annat skådespelerskan Kate Winslet, som bland annat medverkat i filmen Titanic, komikern Ricky Gervais samt artisten Mike Oldfield. Författaren Oscar Wilde satt fånge i stadens fängelse, och hans novell Balladen om fängelset i Reading skrevs som en direkt följd av hans fängelsevistelse.
Staden har ett fotbollslag, Reading FC, som spelar i den engelska tredjedivisionen.
Reading nämndes i Domedagsboken (Domesday Book) år 1086, och kallades då Radinges/Red(d)inges.

## Vänorter
Reading har följande vänorter:
- Clonmel, Irland, sedan 1994
- Düsseldorf, Tyskland, sedan 1947
- San Francisco Libre, Nicaragua, sedan 1994
- Speightstown, Barbados, sedan 2003

Reading har även starka relationer med:
- Beruwala, Sri Lanka
- Reading, Pennsylvania, USA

Reading Initiative for Tsunami Action har stött Beruwala, som drabbades hårt av tsunamin i december 2004.